# Kristofer Ahlström
Kristofer Per Arne Ahlström, född 19 november 1979, är en svensk författare och journalist på Dagens Nyheter.

## Biografi
Ahlströms debutroman Bara någon att straffa 2011 fick många positiva recensioner och nominerades till Borås Tidnings debutantpris 2012. Recensenten Aase Berg skrev att hon läste romanen "för det vackra och intelligenta språket och Ahlströms förmåga till stämningsskapande och miljögestaltning", och lovordade vänskapsskildringen och porträttet av mamman.
År 2014 gav Ahlström ut Ett liv för lite. Recensenten Stefan Eklund framhöll hur Ahlström skriver magiskt om generationer, och den öppna, respektfulla och hjärtevarma skildringen av en syskonrelation. År 2017 kom Hjärtat är bara en muskel, som beskrevs som en erotisk skräckskildring, en oförutsägbar skildring om längtan och våld. Skildringen av erotikens pendlingar mellan en berusande skimrande spegel för ett odödligt strålande egocentriskt jag, och förtvivlan, misstro, självhat och ensamhet när berusningstillståndet avbryts, beskrevs av recensenten Kajsa Öberg Lindsten som lysande.
Ahlström är (2017) redaktör för Idé och Kritik i DN Kultur.